# Диплатинапентакальций
Диплатинапентакальций — интерметаллид, бинарное неорганическое соединение платины и кальция с формулой Ca5Pt2, кристаллы.

## Получение
- Получают прямой реакцией стехиометрических количеств чистых веществ, взятых в виде спрессованного порошка, в атмосфере аргона в герметичном молибденовом тигле при 850°C[1]:

{\displaystyle {\mathsf {2Pt+5Ca\ {\xrightarrow {850^{o}C}}\ Ca_{5}Pt_{2}}}}

## Физические свойства
Диплатинапентакальций образует кристаллы моноклинной сингонии, пространственная группа C 2/c, параметры ячейки a = 1,6154 нм, b = 0,6627 нм, c = 0,7662 нм, β = 97,47°, Z = 4,
структура типа дикарбида пентамарганца Mn5C2
.
Соединение образуется по перитектической реакции при температуре 850°С.